# Irish Glen of Imaal terrier
L'Irish Glen of Imaal Terrier è una razza canina irlandese riconosciuta dalla FCI (Standard N. 302, Gruppo 3, Sezione 1) che deve il suo nome alla vallata chiamata Glen of Imaal nella contea di Wicklow.
Allevato in origine per la caccia al tasso mantiene un forte istinto di caccia. La razza venne ufficialmente riconosciuta dall'Irlanda nel 1933, in seguito venne riconosciuta dal Kennel Club Inglese, il riconoscimento dalla F.C.I. risale al 1975.